# 如懿伝 〜紫禁城に散る宿命の王妃〜
『如懿伝 〜紫禁城に散る宿命の王妃〜』（にょいでん しきんじょうにちるしゅくめいのおうひ、繁体字: 如懿傳、簡体字: 如懿传、拼音: Rúyì Zhuàn、英語: Ruyi's Royal Love in the Palace）は、2018年に放映された中国のテレビドラマ。制作期間は2016年8月23日から2017年5月5日。

## 概要
物語の舞台は清朝第6代皇帝・乾隆帝時代の紫禁城後宮である。
原作としてWeb小説の『後宮・如懿伝』が存在し、小説版は中国テレビドラマ『宮廷の諍い女』の続編であるが、テレビドラマ版は時間軸や登場人物の最期など一部の設定とエピソードが異なっており、続編の位置づけにはなっていない。物語としては『宮廷の諍い女』のような派閥争いに関する描写もあるが、主に女達の恋愛や嫉妬を中心に展開する。
日本では2019年5月からWOWOWで放送され、11月にDVD化された。

## あらすじ
主人公・如懿（幼名: 青桜）は、幼馴染である乾隆帝との愛を静かに育みたいが、乾隆帝の側室の高晞月や正室の富察瑯嬅らから敵視され、彼女らによって、如懿を陥れるための策謀が次々とめぐらされる。乾隆帝の養母である皇太后からも、出自による軋轢のため寵妃としての権勢を警戒されている。
乾隆帝の即位に伴い、如懿は嫻妃の階級に冊封され、彼の後宮に入った。表立って対立することを厭わない高晞月、良妻賢母の姿勢を保ちながら攻勢の手を緩めない皇后・富察瑯嬅、徐々に毒牙をむき出しにしていく金玉妍などの側室達から保身し、乾隆帝の寵愛をめぐって争っていく。
物語の前半、如懿は後宮内で相次いだ皇子殺しの濡れ衣を着せられ冷宮に送られてしまう。冷宮とは罪を犯した妃嬪が生涯幽閉される宮殿のことであったが、一生の親友である海蘭や凌雲徹に救われた如懿は機転によって陰謀を乗り越え、奇跡的に復位し寵愛の深さを知らしめた。
如懿は敵の配下に窮余を救う素振りを示すことによって高晞月や富察瑯嬅による加害の証拠を見つけ出し、二人は自業自得の運命に追い込まれて命を落とす。その同時に、後ろ盾であり隠れ蓑でもあった高晞月と富察瑯嬅を失った金玉妍は自ら動き始める。皇后である富察瑯嬅の死後、皇子2人の生母である純妃の台頭や如懿への牽制を弛めない皇太后らの思惑を退け、如懿はついに継皇后として冊封され正妻となった。徹底的に知恵を磨いた如懿により、金玉妍は化けの皮を剥がされ、間も無く自滅にいたる。
物語の後半では派閥争いに関する描写は減り、相思相愛だった如懿と乾隆帝がすれ違いによる衝突を度々起こし、二人の絆に亀裂が刻まれていく様が描かれる。皇后となった如懿は乾隆帝との関係に心を痛めつつ、野望を抱く新たな寵妃・衛嬿婉と対峙していくこととなる。
衛嬿婉はかつての仇だった金玉妍を利用して彼女と如懿・海蘭派の遺恨を煽動し、自身の若い肉体と乾隆帝の老いへの恐怖を駆け引きに使い手段を問わず、その歓心を買うことに成功する。如懿は宮女から妃嬪に成り上がった衛嬿婉の保身による見境のなさを疎んではいたが、歴然とした地位の差もあり、2人の緊張関係は当初表面化するほどではなかった。
しかし、衛嬿婉は如懿に遺恨を持つ前皇后の公主・璟瑟を後ろ盾にすることによって、いつの間にか皇后の如懿にすら対峙できる存在となり、矢継ぎ早に皇子・公主も儲け、皇后に次ぐ皇貴妃の位を手に入れる。如懿と乾隆帝のすれ違いによる諍いが顕著になるにつれ、衛嬿婉はその隙を突く形で後宮内での権力を拡大し、如懿が乾隆帝からも疎まれ孤立するように仕向けた。
乾隆帝からの度重なる裏切りのため諦観の念に達していた如懿は、江南巡幸の帰路、自身の髪を匕首で切り落としてしまう。断髪は当時の満洲族としての禁忌であった。乾隆帝と決別し皇后位を剥奪された如懿は、自身の宮殿に軟禁となる。さらにその体は結核に蝕まれていたが、如懿は結核の積極的な治療を拒否し他の妃嬪達との接触も固辞して、表向き、後宮内での気配を消した。
後宮内で頂点に上り詰めた衛嬿婉は、息子の十五皇子に言い聞かせた軽口が後ろ盾であった公主・璟瑟の耳に入り、十五皇子を含む実子全員と引き離される。乾隆帝は璟瑟からの進言もあり、モンゴル出身の妃嬪達との不和も解消できずにいる衛嬿婉への失望を募らせる。乾隆帝は太子密建に則り皇太子を指名するが、間もなくして疲労による発作のため意識を失う。衛嬿婉は皇太子に指名された皇子の名を実子の十五皇子・永琰に差し替えようと目論むが、すんでのところで阻まれる。衛嬿婉の妄動を見越した皇太后らによる罠であった。衛嬿婉の正体がついに乾隆帝の前で暴かれ、皇太后、海蘭、そして衛嬿婉の配下たちにより、全ての悪事が暴露・糾弾され、翻って如懿の無実と誠実な愛が証明される。
真相を知った乾隆帝は深く後悔するが、その後も如懿は蟄居を続けたまま、かつて乾隆帝に贈られ今はもう蕾さえつけなくなった緑梅を傍らに、ある夜半静かにこの世を去った。
最終回、乾隆帝は保管していた如懿が切り落とした髪を取り出し、少女のころの彼女と邂逅しながら1人でこの世を去る。その時、彼の傍の緑梅には再び花が咲いていた。

## キャスト
以下の役名・分類は日本版公式サイトによる。

### 主人公
- 烏拉那拉 如懿（ウラナラ にょい）

演者：ジョウ・シュン
女性貴族→宝親王の格格→宝親王の側福晉→嫻妃→冷宮の庶人→嫻妃→嫻貴妃→皇貴妃→継皇后→（死後）無名氏
小説版でつけられた漢詩：垂眸斂眉氷凝，猶見青桜紅荔；年少牆馬崑音，壱生壱次動心。醒來血涙分明，万事追悔不已；怨否恨否仇否？或許本該清浄。
居所: 延禧宮→翊坤宮/特技: 漢詩・書道・詩経・論語・京劇鑑賞
愛新覚羅弘暦とは幼なじみであり、皇子時代の彼の妃選びに参加。
正室にあたる嫡福晋に選ばれるも、雍正帝の皇后・烏拉那拉氏の姪であったため、皇后と敵対する熹貴妃に疎まれる。叔母が幽閉された影響で側福晋へ降格され、弘暦に嫁ぐこととなる。
弘暦の即位とともに嫻妃となり、彼から深く愛されるが、ほかの妃嬪の嫉妬を買い、さまざまな陰謀に巻き込まれていく。乾隆帝とは相思相愛であったものの、皇后に立てられた後は次第に彼の心が離れ、やがて嫌悪されるようになる。ついには「二度と会わぬ」との勅命を受け、皇后の地位を事実上剥奪。宮殿に幽閉され、そのまま宮殿で生涯を終えていた。
- 愛新覚羅 弘暦（アイシンギョロ こうれき）

演者：ウォレス・フォ
雍正帝の四皇子→宝親王→皇太子→乾隆帝
小説版でつけられた漢詩：卑猥男人皮，残虐帝王心，年少自卑渡，年長殺知音。貪淫乎？怕老乎？或有情深之幾許，但無常人之憐憫。
居所: 養心殿⇋乾清宮/特技: 漢詩・書道・詩経・論語・京劇鑑賞
- 清国の第六代皇帝。

即位当初は、皇太后となった母や雍正帝の腹心である大臣たちに操られ、傀儡同然の立場にあったが、如懿の愛情に支えられながら次第に自らの権威を確立しようとする。
壮年期に入ると、さまざまな計略に巻き込まれたことで疑心暗鬼に陥り、次第に陰湿な性格を帯びていく。妃嬪への扱いにも軽率さや粗暴さが目立つようになり、物語の後半では老いた皇太后の束縛から解放され、独裁的な皇帝へと変貌。やがて、彼を愛する妃嬪でさえも顧みず、傷つけるようになる。皇貴妃・衛嬿婉の正体が明らかになったあと、如懿への誤解を深く後悔するも、彼女はすでに皇帝との関係修復を諦めていた。皇后の身分を拒む如懿の意思を、乾隆帝も受け入れるしかなかった。
晩年、彼は二度と会うことのできない如懿の面影を追い続け、皇帝でありながらも孤独と後悔に苛まれ、不幸な一生を終える。　

### 主要人物
- 珂里葉特 海蘭（ケリェテ ハイラン）

演者：チャン・チュンニン
刺繡労働者→宝親王の格格→海常在→海貴人→愉嬪→愉妃→（死後）愉貴妃
小説版でつけられた漢詩：在宮中，一声姉姉可以叫得百転千回，掩蓋万般算計；唯有她，把姉姉叫成了一生執念。
居所: 咸福宮→延禧宮/特技: 刺繡
少女時代、宝親王であった弘暦に強姦され、名節を守るため側室として弘暦に嫁ぎ、称号を持たない格格の位に列せられた。
内向的な性格ゆえに後宮になじめず孤立していたが、唯一手を差し伸べてくれた如懿を深く慕うようになる。やがて弘暦が乾隆帝として即位すると、如懿が陰謀により冷宮へ幽閉されると、彼女を救うために乾隆帝の寵愛を受け入れ、妊娠を機に自身の身を顧みない策を講じる。しかし、妊娠中に金玉妍の策略により腹部に醜い脂肪線が刻まれ、第五皇子・永琪を出産した後は乾隆帝の寵愛を失う。
物語の中盤以降、如懿の敵と見なせば皇帝や皇太后でさえも策略にかけるようになり、家族や息子である永琪さえも、如懿の地位を守るための駒として利用する。永琪には、如懿やその子供たちに忠誠を誓うこと、また自身の才能を誇示せず、目立たぬよう紫禁城で生き延びる術を教え込む。
如懿が皇后に立てられたあとは、彼女の右腕として自ら行動し、無条件に支え続けている。如懿の最大の敵となった衛嬿婉に対しても、彼女に代わり排除を試みる。
- 富察 琅嬅（フチャ ろうか）

演者：ドン・ジエ
富察家の当主→宝親王の嫡福晉→皇后→（死後）孝賢皇后
小説版でつけられた漢詩：嫡妻、皇后，是尊栄、也是枷鎖；心羨她人幾重愁，想求、不能求。
居所: 長春宮/特技: 漢詩・宝石鑑定・書道
- 清国最大の名門・富察家の当主。
- 皇太后の指名により、乾隆帝の最初の皇后を務めていた。
- 宝親王であった弘暦の嫡福晋として迎えられ、最初から如懿やほかの側室よりも高位の立場であった。

多くの側室からは慈愛に満ちた姉のように慕われていて、当初は如懿に対しても、ただ乾隆帝との関係を羨むだけだった。しかし、次第に妻としての愛を奪った如懿への憎しみを募らせるようになる。
皇后に即位したあとは、慎み深く振る舞いながらも、陰では如懿を執拗に陥れ、何度も策を巡らせていた。一方、宮女や宦官を乾隆帝の側に送り込み、情報を収集することで、皇帝好みの女性を演じ、理解ある後宮の主としての立場を保っていた。
富察氏の栄光を守ることを人生の使命とし、自らが産んだ第二皇子や第七皇子が病に伏しても、富察家の誇りを優先し、必死に学問に励ませた。娘である和敬公主よりも息子を溺愛する一方、娘とモンゴルのハーンとの縁談には強く反発し、皇太后に対しても反抗的な態度を取った。
死の間際、これまでの悪事が乾隆帝に見抜かれていたことを知り、絶望しながらも最期の力を振り絞り、「如懿だけは次期皇后にしてはならぬ」と周囲に言い残した。
- 金玉妍（きんぎょくけん）

演者：シン・ジーレイ
貢女→宝親王の格格→嘉貴人→嘉嬪→嘉妃→嘉貴妃→（死後）淑嘉皇貴妃
小説版でつけられた漢詩：金枝玉葉，尽態極妍；銀雪皚皚，長白山砦；恵醤玉液，物騒童顔；烈火毐毐，傲然姿態。
居所: 啓祥宮/特技: 剣舞・朝鮮太鼓の舞・伽倻琴
- 物語前半における数々の陰謀の黒幕であり、高晞月や富察瑯嬅を巧みに操る冷徹な策士。
- 李氏朝鮮をモデルとする玉氏王国の王室に生まれ、「貢女」として清国に献上された。
- 美貌に恵まれ、後宮の中でも際立った存在であった。

彼女の野望は「乾隆帝の血を引く皇子を産み、その皇子の力で玉氏王国を清国の支配から解放し、逆に玉氏王国が清国を操る」ことにある。祖国の王世子と密かに情を交わし、乾隆帝への愛は皆無に等しい。
表向きは富察瑯嬅の配下として振る舞うが、忠誠心は一切持たず、人間関係を巧みに操り、内紛を煽ることで邪魔者を排除する。必要とあらば無関係な者さえも唆して罪に引き込み、用済みとなれば容赦なく切り捨て、自らの手を汚すことは決してなかった。
しかし、高晞月と富察瑯嬅の死後、利用できる駒を失った彼女は自ら動くようになる。やがて如懿との対決を経て、その狡猾な正体が後宮中に知れ渡り、如懿を陥れた罰として、腹心の宮女・貞淑が金氏王国へ強制送還される。それでも野望を捨てることなく、自ら産んだ第四皇子の立太子を狙い、廷臣の妻女に賄賂を贈るなど、政治工作を巡らせていた。第四皇子は皇子の中でも優秀であり、乾隆帝の寵愛を受けていたが、如懿と海蘭の一計によって彼の母の策謀が露見し、ついには共に失脚する。
その後、後宮第六位の貴人にまで降格され、積み重ねた悪行ゆえに疑心暗鬼に陥り、不眠に苦しむ。如懿が産んだ公主の死に関与した疑いで禁足となり、鞭打ちの刑を受けるが、金氏王国との外交関係を考慮され、程なくして貴妃の位に復する。しかし、第四皇子の立太子への執着を捨てることはできず、如懿の第三子懐妊の報告の場において乾隆帝の面前で野心が暴かれ、深い遺恨を持つ海蘭によってこれまでの悪事も暴露される。最終的に、実子すべての養育権を剥奪され、自身の宮殿に幽閉されることとなる。
生涯を金氏王国のために捧げた彼女であったが、ついに祖国の王世子からも見放されたことを如懿から告げられ、精神を崩壊させる。絶望の果てに、自ら命を絶つことを決意する。死に装う際、祖国の衣裳を纏い、身だしなみを整えながらこれまでの生涯を振り返り、来世の自分へ向けた忠告を遺した。
- 高晞月（こうきげつ）

演者：トン・ヤオ
大臣の娘→宝親王の格格→宝親王の側福晉→慧貴妃→（死後）慧賢皇貴妃
小説版でつけられた漢詩：素手挑絃音，只為一博君；宮商角徴羽，意訴一芳情；奈何深深宮苑，一切変調又変心。
居所:咸福宮/特技: 琵琶・囲碁・書道・水墨画
- 誉れ高い美貌の実力者。
- 側室の中で最も琵琶の腕前に優れ、琴碁書画にも秀でていることから、非常に高いプライドを持つ。
- 「高氏」という大臣の家系に生まれ、後宮では巧みに父の権力を利用し、皇后に次ぐ絶対的な地位を誇示していた。

一時的な美しさに頼ることなく、素直で飾り気のない愛嬌で乾隆帝の寵愛を独占し、男性にとって魅力的な性格を持っている。乾隆帝から受けた寵愛は真の愛では無いことを明確に自覚しており、寵愛に執着したり、その喪失を恐れたり、美貌で自分より勝る金玉妍を嫉妬したりすることは一度も無かった。
物語の前半では、その素直さで乾隆帝に愛されていたが、彼女は皇后以外の側室を見下し、宮女や宦官をしばしば叱責する傍若無人な態度が、知らず知らずのうちに他の側室たちに仇となる。やがて彼女は、姉のように慕っていた富察琅嬅に如懿派からの攻撃を防ぐ盾として扱われていて、同じく皇后の配下である金玉妍にもその軽率さを利用されることとなった。
乾隆帝との初夜では、同じ高貴な家柄に生まれながらも冷徹に扱われた富察琅嬅に親近感を抱き、積極的にその配下となる。第1皇子・永璜の養育権を巡る争いで如懿への憎悪が募り、彼女の友人である海蘭も攻撃対象となる。しかし、如懿と海蘭を嫌う一方で、自らも子供に恵まれない立場にあったため、敵であるはずの如懿に対して一定の理解を示すこともあった。
- 衛嬿婉（えいえんえん）

演者：リー・チュン
四執庫の女官→純嬪の女官→花房の女官→嘉妃の女官→衛答応→炩貴人→炩嬪→炩妃→炩貴妃→炩皇貴妃→（死後）炩懿皇貴妃→（死後）孝儀純皇后
小説版でつけられた漢詩・其の一：投却尊厳、封了真心，奴顔媚骨、只為逆命；時得意、時惶恐，実交瘁；為鬼、為蜮，悔？
小説版でつけられた漢詩・其の二：勤奮歴志、精力無窮，人為腐肉、我為牙虫；集衆好、百家長，天賜福；自愛、自毉，討！
居所: 使用人部屋→永寿宮/特技: 舞踏・崑曲・弓道・騎馬・漢詩・柳琴・宝石鑑定
- 次代清国皇帝・嘉慶帝の生母でありながら、本作のラスボスとして描かれている。
- なんの後ろ盾も無い一介の女官から、皇貴妃へと昇りつめた努力家であり野心家。
- モデルである孝儀純皇后に関する史料は存在しないため、テレビドラマ版では姓と封号が「魏」と「令」から「衛」と「炩」に変更された。
- 物語後半では、天才的な策謀で如懿や海蘭らを次々と窮地に追い込み、如懿を孤立させていた。

実家は貧しく、度々援助を求められるが、母は無職の弟・佐録を偏愛し、衛嬿婉よりも彼に尽力していた。女官時代、金玉妍に狙われて虐待を受けるが、幼馴染で恋人の凌雲徹は助けてくれなかった。家族と恋人に見捨てられた彼女は、やがて乾隆帝の側近である宦官・進忠と手を組み、ついに乾隆帝の目に留まることに成功した。進忠とともに、金玉妍への復讐を開始し、後宮の争いの幕が開ける。
女官から皇妃へと成り上がる過程で、出自の低さから批判を浴びつつも、様々な芸を学び、「教養の欠如を自らの努力で克服した姿勢」を乾隆帝にアピールし続けていた。その結果、莫大な寵愛を受け、急速に昇格した。さらに、金玉妍に濡れ衣を着せることに成功したうえ、後宮の差配役として権勢を誇るようになる。
当初、如懿には金玉妍ほどの遺恨は抱いていなかったが、物語の中盤で彼女の実母が如懿に対する呪詛を明らかにしたあと、一時的に降格された。この時、如懿と凌雲徹が冷たく接したことや、凌雲徹が如懿に好意を抱いていること、または子宝に恵まれない理由を如懿が明かさなかったことを察知した。さらに、如懿の配下であるモンゴル出身の側室たちに繰り返し虐められたことが重なり、次々と苦難が降りかかる中、次第に自分の人生の不幸は全て如懿のせいだと考えるようになった。
後期では、如懿の敵であった富察琅嬅の娘「和敬公主」と手を組み、他者の窮地に適切な援助をし、宮廷助産師や侍医、官吏、皇太后、皇子、皇子の側福晋などを協力者として取り込み、密かに自らの手駒として後宮内での立場を自在に操る。一方、養子となった実子への仕打ちが原因で、これまで虐げてきたモンゴル側室たちとの抗争が表面化する。乾隆帝はこれを見て、衛嬿婉を「何もしなくてもモンゴル人と親しい如懿」よりも劣った評価を下した。
最期には、後宮内で権力を完全に失っていたはずの如懿が、皇太后と手を結び、罠を仕掛けて乾隆帝の前で衛嬿婉の数々の悪事が暴露される。彼女は毒を盛られながらも覚悟を決め、乾隆帝を呪い・嘲笑しながら壮絶な最期を迎える。
- 皇太后 鈕祜禄（ニオフル）氏

演者：ヴィヴィアン・ウー
雍正帝の熹貴妃→聖母皇太后→（死後）孝聖憲皇后
小説版でつけられた漢詩：殺雍正、控乾隆，気騰騰、龍中鳳，願得女児清白身，不悔当初奪皇栄。
居所: 慈寧宮/特技: 古箏・書道・論語・詩経
雍正帝の皇后・烏拉那拉（ウラナラ）氏との闘争に決着を付け、乾隆帝の即位の時点で、皇帝の権威を超える聖母皇太后となった。ようやく長い後宮の諍いから解放されたが、物語の前半ではしばしば聖母皇太后の身分を利用し、乾隆帝の政治判断に口を挟み、後宮に干渉しながら如懿たちの諍いを静かに見守る。物語の後半では女帝としての野望を止め、平穏な日々を送っていた。
- 侍衛 凌雲徹（りょううんてつ）

演者：ジン・チャオ
冷宮の侍衛→宮門の三等侍衛→騎馬場の清掃員→皇帝御前の一等侍衛→宦官→（死後）無名氏
小説版でつけられた漢詩：英俊木訥堪当用，老実無能一場空，燕舞雲間霄霄竄，如意雲紋針針痛。
居所: 使用人部屋/特技: 馬術・格闘術
衛嬿婉とは幼なじみで将来を誓い合った仲だったが、飲酒しながら勤務するなどの不真面目な態度のせいで出世が見込めないため、振られてしまう。冷宮での出会いで如懿を救い、如懿から信頼されるようになる。冷宮を出て妃嬪の身分に戻った如懿に対して愛情を抱き始め、それを察知した衛嬿婉に利用されて、如懿を乾隆帝の目の前で陥れる。これに激怒した乾隆帝によって宮刑に処され、翊坤宮の宦官として如懿のもとに送られる。密通の汚名を着せられた如懿の名誉回復のため、自らの命を差し出すよう海蘭からの密命を言い渡され、如懿のため承諾。拷問により人生を終える。

### その他の人物

#### 後宮の妃達
古参
- 蘇緑筠（そりょくいん）

演者：フー・カー
大臣の娘→宝親王の格格→純嬪→純妃→純貴妃→（死後）純惠皇貴妃
如懿や海蘭とは同時期に嫁いだ仲。穏やかな人柄で、他の妃嬪に先んじて男児を出産し妊娠や育児の先輩的な立場にあるが、それを金玉妍らに利用されてしまう。皇后が溺れたときは、責められるのではないかと狼狽していた。
- 陳婉茵（ちんえんいん）

演者：曹曦文
大臣の娘→宝親王の格格→婉答応→婉常在→婉貴人→婉嬪→婉妃

侍女出身
- 黄綺瑩（こうきえい）

演者：韓丹彤
富察瑯嬅の侍女→格格→儀貴人→（死後）儀嬪
- 阿箬（あじゃく）

演者：ツォン・イーシュエン
如懿の侍女→慎常在→慎貴人→慎嬪→庶人→（死後）無名氏
如懿が嫁ぐ前から懇意にしている侍女だが、美貌や賢さ、父親が功をなしたことなどを鼻にかけており高慢な性格。自身に比べ家柄の低い惢心を下働きと見下したり、宦官との結婚が決まった富察瑯嬅の侍女・蓮心に罵詈雑言を浴びせたりしていた。そのことを如懿が諫めると、今度は美しい自分に如懿が嫉妬していると思い込み、密かに敵と手を結び如懿を裏切る。その後、乾隆帝に見初められ慎常在となる。

太后派
- 白蕊姫（はくずいき）

演者：ハー・ホンシャン
南府の楽伎→玫答応→玫常在→玫貴人→玫嬪→（死後）玫嬪
市井の芸妓出身で琵琶の演奏に長け、乾隆帝の目に留まり入宮。身分が低いため他の妃嬪に軽んじられており、そのためか不遜な振る舞いが多く慧貴妃を怒らせたことも。乾隆帝即位後、初となる子供を身篭る。
- 葉赫那拉 意歡（エホナラ いかん）

演者：チェン・ハオユー
女性貴族→舒貴人→舒嬪→舒妃→（死後）舒妃
- 陸沐萍

演者：于洋
大臣の娘→慶常在→慶貴人→慶嬪→慶妃

モンゴル出身
- 拜爾果斯氏

演者：劉美彤
モンゴルハンの娘→恪貴人→恪嬪
- 巴林 湄若（バリン びじゃく）

演者：張佳寧
モンゴルハンの娘→穎嬪→穎妃
- 博爾齊吉特 厄音珠

演者：趙柯
モンゴルハンの娘→豫嬪→豫妃→庶人→（死後）豫妃

寒部出身
- 寒香見（かん こうけん）

演者：リー・チン
寒部（回部がモデル）の姫→容貴人→容嬪→容妃

#### その他
皇族
- 雍正帝皇后 烏拉那拉（ウラナラ）氏 — ジョアン・チェン[4]
- 雍正帝 — チャン・フォンイー
- 愛新覚羅 璟瑟 — カン・シュエイン（中国語版）

皇三女→和敬公主→ホルチン王家の王妃→富察家の当主→ホルチン王家の王太后
小説版でつけられた漢詩：孝女幼時嫁蒙韃，喜誕世子飛天華，後宮一回降魔懿，若敢当后我必罰。
居所: 長春宮→モンゴル→北京公主府
乾隆帝に最も溺愛された娘。簡単明瞭で傲慢な性格。モンゴルのホルチン王家との結婚は望んでいなかったが、如懿によって説得され、愛する母・富察琅嬅の傍から離れて一人でモンゴルへ行った。五年後、モンゴルの世子を見事に出産してホルチン家の王太后の地位を得て、母亡き後には清国の富察家当主の資格も得て、皇后の如懿よりも格上の立場となる。
母の悲願の影響で、かつて母に圧勝した如懿を皇后の座から追い落としたいことから、モンゴルから離れ、北京に殺到した。物語の後半で如懿の最後の敵・衛嬿婉と手を組み、父帝の前で何度も衛嬿婉を褒め称え、この衛嬿婉への寵愛や自分の説得力を利用し、親孝行として如懿を顎で使う。
- 雍正帝の第3皇子 弘時（こうじ） — 李解
- 雍正帝の皇女 長公主 恒娖 — シュエン・ルー
- 乾隆帝の第1皇子 永璜（えいこう） — 丁橋
- 乾隆帝の第3皇子 永璋（えいしょう） — チョン・シンユエン
- 乾隆帝の第4皇子 永珹（えいせい） — フー・シエンシュー
- 乾隆帝の第5皇子 永琪（えいき） — チュー・チューシアオ
- 第5皇子の側女 胡芸角（こうんかく） — ウー・チェン
- 乾隆帝の第8皇子 永璇（えいせん） — マー・ボーチュエン
- 乾隆帝の第12皇子 永璂（えいき） — シュー・リンチェン

宮人
- 如懿の侍女 惢心（ずいしん） — チェン・シャオユン

控えめだが思慮深く、幼なじみの侍医・江与彬、宦官の李玉と協力し如懿に誠実に仕える。両名から思いを寄せられていたが、後に江与彬と結ばれる。
- 如懿の侍女 容珮（ようはい） — 斉歓

太監
- 太監 李玉（りぎょく） — ホアン・ヨウミン[5]
- 太医 江与彬（こうよひん） — ユエン・ウェンカン
- 太監 進忠（しんちゅう） — ジャン・シュエミン
- 太監 王欽（おうきん） — 胡明

その他
- 雍正帝の宦官 蘇培盛 — 沈保平
- 郎世寧 — Steven Boergadine
- 西蔵大喇嘛 安吉大師 — ユィ・シャオチュン
- 如懿の父 那爾布（ナルプ） — 王勁松
- 江南名妓 水玲瓏 — 張予曦

## 各話タイトル
- 第1話  「如意の行方」
- 第2話  「移りゆく時代」
- 第3話  「新帝即位」
- 第4話  「新しい名」
- 第5話  「“音”がつなぐ思い」
- 第6話  「新しい妃嬪」
- 第7話  「雪夜の裁き」
- 第8話  「疑惑の塗り薬」
- 第9話  「後宮の新年」
- 第10話 「冷遇」
- 第11話 「皇子の選択」
- 第12話 「悲しき婚礼」
- 第13話 「やまない雨」
- 第14話 「心ない噂」
- 第15話 「新妻の妙計」
- 第16話 「取り戻した信頼」
- 第17話 「啓蟄の悪夢」
- 第18話 「裏切り」
- 第19話 「断ち切れぬ情」
- 第20話 「冷宮送り」
- 第21話 「凌霄花と銀子」
- 第22話 「返り咲き」
- 第23話 「出会いと別れ」
- 第24話 「ひそかな見守り」
- 第25話 「身ごもらぬ理由」
- 第26話 「止まぬ攻撃」
- 第27話 「冷宮を出る日」
- 第28話 「寵愛の裏側」
- 第29話 「毒の贈り物」
- 第30話 「命懸けの出産」
- 第31話 「亡霊騒動」
- 第32話 「身代わり」
- 第33話 「末期の報復」
- 第34話 「献身と思惑」
- 第35話 「女官の野望」
- 第36話 「敵討ち」
- 第37話 「譲れぬ親御心」
- 第38話 「権勢と犠牲」
- 第39話 「皇后の死」
- 第40話 「貴妃の台頭」
- 第41話 「疑心暗鬼」
- 第42話 「窮余の一策」
- 第43話 「翊坤宮の刺客」
- 第44話 「対句の意味」
- 第45話 「七宝の赤い石」
- 第46話 「侍女の門出」
- 第47話 「孤独な頂へ」
- 第48話 「戒めの耳飾り」
- 第49話 「子宝の薬」
- 第50話 「腹いせの昇格」
- 第51話 「太監の誤算」
- 第52話 「最後の告白」
- 第53話 「甘言と苦言」
- 第54話 「皇子か公主か」
- 第55話 「木蘭囲場の罠」
- 第56話 「君主の苦悩」
- 第57話 「絶望の果てに」
- 第58話 「抜け駆け」
- 第59話 「寵妃の復活」
- 第60話 「誤算」
- 第61話 「皇子の悲劇」
- 第62話 「赤い衣の公主」
- 第63話 「ついえた野心」
- 第64話 「虚しい最後」
- 第65話 「悲しみの雪」
- 第66話 「深い溝」
- 第67話 「非情な選択」
- 第68話 「新たな後ろ盾」
- 第69話 「大局と忍耐」
- 第70話 「異郷の公主」
- 第71話 「偏愛の波紋」
- 第72話 「皇后の責任」
- 第73話 「届かぬ想い」
- 第74話 「剣と琴」
- 第75話 「勇敢な侍衛」
- 第76話 「雲の刺繍」
- 第77話 「沈黙の夕餉」
- 第78話 「御花園の幻」
- 第79話 「残された指輪」
- 第80話 「舟上の誘惑」
- 第81話 「決別」
- 第82話 「愛と復讐」
- 第83話 「格格の告発」
- 第84話 「残された時間」
- 第85話 「口封じ」
- 第86話 「暴かれた真実」
- 第87話 「緑梅の記憶」